# NGC 6104
NGC 6104 في الفهرس العام الجديد هي مجرة حلزونية ضلعية تقع في الإكليل الشمالي. صُنفت بفئة S(R)Pec في تصنيف المجرات. واكتشفها العالم الفلكي البريطاني ويليام هيرشل في 16 مايو 1787. وتقع NGC 6221 على بُعد 388 مليون سنة ضوئية من الأرض.